# Koliganek
Koliganek é uma Região censo-designada localizada no estado americano de Alasca, no Dillingham Census Area.

## Demografia
Segundo o censo americano de 2000, a sua população era de 182 habitantes.

## Geografia
De acordo com o United States Census Bureau, a localidade tem uma área de 32,4 km², dos quais 32,3 km² cobertos por terra e 0,1 km² cobertos por água.

## Localidades na vizinhança
O diagrama seguinte representa as localidades num raio de 96 km ao redor de Koliganek.